# Mauritius-Papagei
Der Mauritius-Papagei (Lophopsittacus mauritianus), auch Schopfpapagei genannt, ist eine ausgestorbene Tierart. Er lebte nur auf Mauritius.

## Beschreibung
Er war vermutlich ca. 70 cm groß und damit eine der größten Papageienarten überhaupt.
Er hatte laut Reiseaussagen aus dem 16. Jahrhundert ein graublaues Gefieder sowie einen Schnabel, der größer als der eines Aras war.
Damit besaß er von allen bekannten Papageienarten den größten Schnabel. Sein Brustbein war, ähnlich wie das des Kakapo, reduziert, so dass die Art wohl flugunfähig oder ein schlechter Flieger war. Die Angaben hierzu sind widersprüchlich. Alfred Newton legte schon 1875 dar, dass die Beschreibung und des Mauritius-Papagei schwierig ist, da nur Knochenfunde bekannt seien. Er selbst tendierte dazu, die Art nicht in eine der bisherigen Gattungen wie Psittaci zu sortieren, sondern eine eigene Gattung zu schaffen.

## Lebensweise
Er ernährte sich vermutlich von Obst und anderer weicher Nahrung und war bodenbrütend.

## Verbreitungsgeschichte
Der Mauritius-Papagei wurde zuerst nach Knochenfunden wissenschaftlich beschrieben. Erst später entdeckte man einen Reisebericht von Wolphart Harmanszoon, der in den Jahren 1601/1602 Mauritius besucht hatte, mit einer Abbildung des Papageis.  Er ist inzwischen aus zahlreichen Berichten von Reisenden und von Zeichnungen des Vogels bekannt.
Die Mauritius-Papageien wurden vermutlich durch Nachstellungen durch eingeschleppte Haushunde, Hauskatzen, Schweine, Affen und Ratten ausgerottet.  Sie wurden 1673–1675 zuletzt beobachtet.